# سالامبو
سالامبو منتشر شده با نام Salammbô نام یک کتاب ادبی است که در سال ۱۸۶۲ میلادی توسط گوستاو فلوبر، نویسندهٔ اهل فرانسه نوشته شده‌است. احمد سمیعی گیلانی این رمان را در سال ۱۳۴۷ به فارسی ترجمه و منتشر کرده است.